# Robert Randall
Robert Randall (ur. w 1948, zm. 2 czerwca 2001) – amerykański aktywista na rzecz medycznego zastosowania marihuany oraz założyciel Alliance for Cannabis Therapeutics.
W 1978 roku, w wyniku wygranego procesu o używanie marihuany kilka lat wcześniej oraz wyłączenia go z programu Agencji Żywności i Leków związanego z medycznym zastosowaniem konopi (co było spowodowane wyjazdem jego lekarza do innego stanu), sąd nakazał władzom dostarczanie Randallowi 300 skrętów miesięcznie, gdyż udowodnił on, że marihuana była mu potrzebna do leczenia jaskry.
Swoje doświadczenia opisał, wraz z żoną Alice O'Leary, w książce Marijuana Rx: The Patients Fight for Medical Pot.
Zmarł na szereg powikłań AIDS.